# Università Tsinghua
L'Università Qinghua (清华大学S, Qīnghuá DàxuéP) è un'università di Pechino.

## Storia
Fu fondata nel 1911 come scuola preparatoria per chi voleva proseguire gli studi nelle università americane. Nel 1925 diede vita a corsi universitari. Il programma preparatorio proseguì fino al 1949. Dal 1975 al 1979 studiò ingegneria chimica l’attuale presidente cinese Xi Jinping (习近平，pinyin: Xí Jìnpíng).